# Нік Дісі
Нік Дісі (англ. Nick Deacy, нар. 19 липня 1953, Кардіфф) — валлійський футболіст, що грав на позиції нападника.
Виступав, зокрема, за клуб ПСВ, а також національну збірну Уельсу.

## Клубна кар'єра
У дорослому футболі дебютував 1971 року виступами за валлійську команду «Мертір-Тідвіл», що грала в англійських аматорських лігах, в якій провів три сезони, після чого виступав за нижчолігові англійські клуби «Герефорд Юнайтед» та «Воркінгтон».
1975 року валлієць перейшов у нідерландський ПСВ і відіграв за команду з Ейндговена наступні три сезони своєї ігрової кар'єри. За цей час додав до переліку своїх трофеїв ще два титули чемпіона Нідерландів, а також ставав володарем Кубка Нідерландів та Кубка УЄФА.
Надалі Дісі грав за бельгійський «Берінген» та нідерландський «Вітесс», а в 1980 році підписав контракт з «Галл Сіті», провівши за «тигрів» 87 матчів у третьому та четвертому дивізіоні Англії. В подальшому валлієць грав у нижчих англійських дивізіонах за клуби «Бері», «Мертір-Тідвіл» та «Свонсі Сіті», а також гонконзькі команди «Геппі Веллі» та «Дабл Флавер».
Завершив ігрову кар'єру у командах чемпіонату Уельсу «Еббу-Вейл» та «Баррі Таун», за які виступав протягом 1986—1988 років.

## Виступи за збірну
30 березня 1977 року дебютував в офіційних матчах у складі національної збірної Уельсу в грі відбору на чемпіонат світу 1978 року проти Чехословаччини (3:0).
Загалом протягом кар'єри у національній команді, яка тривала 2 роки, провів у її формі 12 матчів, забивши 4 голи.

## Титули і досягнення
- Чемпіон Нідерландів (2):

ПСВ: 1975/76, 1977/78
- Володар Кубка Нідерландів (1):

ПСВ: 1975/76
- Володар Кубка УЄФА (1):

ПСВ: 1977/78